# Humboldtia unijuga
Espèce
Synonymes
- Humboldtia unijuga var. unijuga[1]

Humboldtia unijuga est une espèce de plantes à fleurs de la famille des Fabaceae.

## Liste des variétés
Selon Catalogue of Life (10 avril 2019) :
- variété Humboldtia unijuga var. trijuga J.Joseph & V.Chandra
- variété Humboldtia unijuga var. unijuga

Selon Tropicos (10 avril 2019) :
- variété Humboldtia unijuga var. trijuga J. Joseph & V. Chandras.

## Publication originale
- The Flora Sylvatica for Southern India 1: pl. 183.